# MDNA Tour
MDNA Tour je deveta koncertna turneja američke pjevačice Madonne kojom je promovirala dvanaesti studijski album MDNA. Turneja je posjetila Aziju, Europu i obje Amerike. Na turneji su se po prvi puta našle neke nove postaje poput one u Ujedinjenim Arapskim Emiratima, Ukrajini te nekim u Sjedinjenim Državama,Kanadi te Kolumbiji. Iako je Madonna trebala posjetiti Zagreb 11. lipnja 2012. u sklopu ove turneje, koncert je 9. ožujka 2012. otkazan zbog logističkih poteškoća. Također je bilo predviđeno da će turneja posjetiti Australiju, te su bili zakazani datumi za siječanj 2013. godine, ali koncerti su otkazani pa je Madonna objavila i video ispriku na svoj službeni YouTube kanal.
Madonna je turneju opisala kao "putovanje iz tame u svjetlost". Koncert je podijeljen u četiri dijela: Transgression (prijestup) gdje su glavna tema oružje i nasilje, Prophecy (proročanstvo) koji je spoj veselih pjesama kaoje okupljaju ljude, Masculine/Feminine kao kombinacija senzualnosti i mode s nekoliko Madonninih pjesama otjpevanih u cabaret stilu, te Redemption (iskup, spas) kao završni dio kojeg je Madonna opisala kao "veliki tulum i slavlje". Kako je turneja prešla na sjevernoamerički kontinent, dodane su još dvije pjesme za izvođenje, "Holiday" koju je izvodila na određenim koncertima i "Love Spent" koje je postala završna pjesma trećeg segmenta koncerta. Turneja je primila pozitivne komentare kritičara i publike.
Turneja je izazvala burne reakcije zbog nasilja, oružja, ljudskih prava, golotinje i politike. Madonna je primila i prijetnje tužbom za vrijeme turneje. Komentari kritičara su bili vrlo pozitivni, s izuzetkom komentara za nekoliko koncerata koji su ocjenjeni negativno. Turneju je pratio i komercijalni uspjeh, te je mnogo koncerta bilo rasprodana u rekordnim vremenima. Predsjednik Live Nation Global Touringa, Arthur Fogel, izjavio je kako će turneja biti među Top 10 turneja svih vremena. MDNA Tour je postala najunosnija turneja 2012. godine prema časopisu Billboard. MDNA Tour je sveukupno zaradila 305.1 milujuna $, što ju je učinilo devetom najunosnijom turnejom u povijesti, te drugom najunosnijom turnejom ženskog izvođača iza Madonnine Sticky & Sweet Tour.

## Pozadina
Nakon dobrotvornog nastupa za pomoć nakon potresa na Haitiju 2010., MTV je objavio da će Madonna ugostiti ekipu serije Glee na svojoj turneji. To je bio izraz zahvalnosti što je ekipa serije jedan nastavak posvetila Madonni i pjevala njezine najveće hitove. Ova informacija je kasnije uslijedila na fansiteu DrownedMadonna zajedno s prijedlogom turneje iz Live Nationa. Plan je pokazao da će Madonna pjevati na velikim stadionima te da će turneja započeti na Novom Zelandu. Uz to su se vidjeli i datumi za Australiju, Kinu, jugoistočnu Aziju, Europu i Sjevernu Ameriku. Nakon nekoliko dana popis se proširio i velika većina medija ga je objavila, što je natjeralo Live Nation da odgovori o autentičnosti popisa. Dok je promovirala svoj prvi film W.E., Madonna se udružila s Smirnoffom kako bi organizirala svjetsko plesno natjecanje. Nazvan "Smirnoff Nightlife Exchange Project", projekt je tražio plesače da dostave snimke kako bi postali plesači na nadolazećoj turneji. Jedanaest finalista je u studenome 2011. imalo priliku prikazati svoje vještine pred Madonnom i njezinim fanovima u New Yorku. Pobjednik natjecanja je bio Charles Riley (poznat kao i Lil Buck). Mnogi izvori vijesti su davali neke nove informacije o turneji. Izrealska web stranica YNet je najavila Madonnin nastup u Tel Avivu u travnju 2012. Nadalje, jedne engleske dnevne novine su najavile Madonnin koncert u Hyde Parku za vrijeme Olimpijskih igara u Londonu. Jedne turske novine su objavile priču o Madonninim pregovorima za koncert u Abu Dhabiu. Madonnin manager, Guy Oseary je potvrdio turneju u prosincu 2012. Također je rekao kako je Južnoafrička Republika moguća postaja turneje, pogotovo nakon uspjelih koncerata U2 tijekom 360° turneje. Turneja je službeno objavljena 7. veljače 2012. nakon Madonninog nastupa na Super Bowlu. Karte su puštene u prodaju već sljedeći tjedan. Zahvaljujući brzoj prodaji karata, mnogi su koncerti rasprodani u svega nekoliko minuta. Očekuje se da će turneja sveukupno imati 90 koncerata, što bi bila Madonnina najduža turneja do danas. U jednom razgovoru je Madonna rekla: "Počnite štediti svoje novce. Ljudi troše 300$ na svakave stvari cijelo vrijeme, pout torbica. Radite cijelu godinu, zagrebite neki novac i dođite na moj koncert. Vrijedna sam toga."
Turneja je trebala posjetiti i Australiju po prvi puta nakon 20 godina. Live Nation je već dogovorio datume u siječnju 2013. na stadionima u Sydneyu, Melbourneu, Brisbaneu i Perthu, te su trebali biti objavljeni u srpnju 2013., ali su datumi otkazani što je izazvalo veliko nezadovoljstvo obožavatelja jer je ovo već peta uzastopna turneja gdje Madonna zaobilazi Australiju. Zadnji put je koncerte u Australiji održala 1993. na The Girlie Show World Tour. Međutim, 26. kolovoza 2012. Madonna je objavila audio snimku na Youtubeu gdje se iskreno ispričava australskim fanovima te je kao razlog nedolaska navela kako ne može više vremana provoditi bez djece, te da planira posjetiti Australiju u skoroj budućnosti.

## Pripreme
Probe za koncerte su započele 1. svibnja 2012. u Nassau Veterans Memorial Coliseumu. Pozornica je izrađena u obliku trokuta te ima dvije piste kojima se ulazi u publiku, te zatvoreni dio u trokutu gdje se nalaze obožavatelji. Na pozornici je ogromni trodjelni video ekran kojega promotori nazivaju najvećim na svijetu. Turneja je izvorno trebala započeti 29. svibnja 2012. u Tel Avivu, ali je start ipak pomaknut na 31. svibnja 2012. zbog produkcijskih kašnjenja. Tijekom chata na Facebooku Madonna je otkrila da je prvi dio showa "dosta nasilan" te da će u jednom nastupu hodati po užetu. Madonna se ponovno udružila sa svojim dugovječnim dizajnerom Jean Paul Gaultierom za kostime. Rekla je: "[Gaultier] osmišljava kostime za moje dijelove koncerta, zajedno s plesačima. Vrlo sam sretna jer to on čini, jer je zaista genije." Madonna je također radila s dizajnericom Arianne Phillips i Givenchyevim Riccardo Tiscijem.

## Tijek koncerta
Glavna tema koncerta je prelazak iz tame u svjetlost. Podijeljen je u četiri segmenta: Transgression (prijestup), Prophecy (proročanstvo), Masculine/Feminine (muško/žensko) i Redemption (iskupljenje). Započinje scenografijom koja prikazuje crkveni ambijent, a Kalakan Trio pjeva religijsku glazbu i uvodi u početak koncerta. Plesači povlače uže kojim zvone zvonom, te guraju veliku kadionicu. Ekrani iza njih se prepolove i otkrivaju Madonnu u staklenoj ispovjedaonici za vrijeme ispovjedi a dotle počinje svirati "Girl Gone Wild". Madonna ustaje, uzima pušku kojom razbija staklo te otkriva sebe u uskom crnom odijelu. Na pozornici joj se pridružuju plesači u sličnim kostimima kao u glazbenom videu. Na pjesmu se nastavlja "Revolver" gdje joj se pridružuju samo plesačice s puškama, a u pozadini na ekranu se pojavljuje Lil Wayne u svome dijelu. Na pozornicu dolazi scena motela gdje Madonna pjeva "Gang Bang", te ubija svoje plesače koji glume provalnike. Zatim slijedi jako kratka verzija "Papa Don't Preach" kada plesači obučeni u vojnike s puškama vežu Madonnu, te slijedi "Hung Up" gdje Madonna hoda po užetu. Prvi segment koncerta završava s "I Don't Give A" gdje svira gitaru a na ekranu se pojavljuje Nicki Minaj. U prvom video interludiju se pojavljuje mnoštvo nadgrobnih spomenika i muškarci koji hodaju po groblju dok zajedno sviraju "Best Friend" i "Heartbeat". Sljedeći segment započinje s "Express Yourself". Madonna je obučena kao marioneta zajedno sa svojim plesačicama. U pjesmi se nalaze isječci pjesme "Born This Way" Lady Gage i Madonnine pjesme "She's Not Me". Zatim slijedi Just Blaze Remix "Give Me All Your Luvin'" s marširajućim bendom i Madonnom i plesačicama s pomponima. Slijedi kratki uvod koji prikazuje vrlo kratke isječke Madonninih velikih hitova, a zatim se pojavljuje Madonna obučena u kožnu haljinu s gitarom i pjeva "Turn Up the Radio". Zajedno s Kalakan Trio izvodi "Open Your Heart" te na kraju pjesme zajedno s publikom pjeva "Sagarra Jo". Zatim uobičajno slijedi kartki dio gdje Madonna održi govor publici te vrlo kratka verzija "Holiday" koja je uvrštena na popis izvođenih pjesama tek 8. rujna u New Yorku. Na kraju dolazi "Matsterpiece" dok se na velikom ekranu izmjenjuju snimke iz filma W.E.
Drugi video interludij je Orbitova obrada "Justify My Love". Prikazuje Madonnu kako bježi od maskiranih ljudi, zaključava se u sobi i razmišlja o seksualnim fantazijama. Treći segment započinje s "Vogue" gdje Madonna ponovno nakon 20 godina oblači šiljasti grudnjak koji je dizajnirao Jean Paul Gaultier. Na pozornici je prate plesači ubučeni u crnu avangargnu odjeću. Sljedeća pjesma je vrlo senzualna verzija "Candy Shop" koja je obrađena s Madonninim velikim hitom "Erotica". Zatim slijedi "Human Nature" gdje se Madonna polako skida dok pjeva pjesmu. Segment završava s "Like a Virgin" uz pratnju klavira koji svira "Evgeni's Waltz" dok joj plesač navlači korzet i veže joj ga sve dok ona ne ostane bez daha. Od 20. rujna kada je "Love Spent" uključen u popis izvođenih pjesmama, ovime završava ovaj dio segmenta. Madonna baca novac po pozornici i na kraju pjesme nestaje s pianistom s pozornice. Treći i posljednji video interludij je za pjesmu "Nobody Knows Me" u kolaž stilu. Interuldij se bavi aktualnim i prošlim političkim zbivanjima i ekonomskom situacijom. U videu se na kraju prikazuju slike s imenima nekih ljudi koji su bili maltretirani te su počinili samoubojstvo. "I'm Addicted" otvara zadnji segment koncerta, a Madonna je odjevena o Joan of Arc inspiriran outfit. Slijedi izvedba "I'm Sinner" gdje Madonna svira gitaru i pjeva. Na ekranu se izmjenjuju snimke putovanja vlakom kroz Indiju. Pjesma je nastala u obradi s "Cyber-Raga". Modernizirana verzija "Like a Prayer" je predzadnja pjesma. Na pozornici se Madonni pridružuje zbor i plesači. Madonna se vraća na pozornicu za završnu pjesmu "Celebration" zajedno s plesačima kada glumne disco yockeye dok su oko njih 3D obojene kocke u pozadini. Ulomci iz "Give It 2 Me" su ubačeni u pjesmu tek 30. listopada.

## Komentari kritičara
Prvi komentari kritičara na nastupe u Tel Avivu i Abu Dhabiju su bili vrlo snažni i pozitivni. Niv Elis (The Jerusalem Post) je napisao kako je prvi koncert u Tel Avivu bio "napad na osjetila". Također je rekao: "Unatoč zbunjujućim idejama na kojima se temelji koncert, teško je zamisliti da netko ne bi uživao na Madonninom koncertu. Možete reći što želite o proučavanju Kabale, pištoljima, modi pop glazbe - a svi imaju nešto za reći - ali ova žena zna kako napraviti dobar šou." Saeed Saeed (The National) kaže kako je Madonna "iznijela svoju dušu". Također kaže: "Dok joj je prethodna Sticky & Sweet turneja bila lagana i zabavna, na ovoj turneji koncert s vremena na vrijeme postaje brutalno mračan i emocionalni egzorcizam."
The Hollywood Reporter je napisao: "S tri desetljeća zvjezdanog statusa, Madonna je poprilično usavršila umjetnost masovne zabave s prizvucima skandala. Stoga ne treba čuditi, čak ni u Svetoj zemlji, što koncert otvara s velikim križem, jekom crkvenih zvona te svećenicima." Dok je koncert zaradio većinu pozitivnih komentara, jedina stvar koja se nije odobravala je izvođenje mnoštva pjesama s MDNA albuma. Španjolske dnevne novine El País su napisale: "Madonna pokazuje svoju inteligenciju, ženstvenost i eleganciju i plesnom i spektakularnom šou."
Unatoč prethodnim pozitivnim komentarima, Madonnini koncerti u Parizu i Londonu su bili i kritizirani. Francuski kritičari i fanovi su komentirali Madonnin nedostatak spontanosti, play-back pjevanje i nedostatak zrelosti i umjetnosti u koncertu. Londonski Evening Standard kaže kako je Madonna ostavila "masu Hyde Parka zbunjenom i u dosadi turobnim setom pjesama i tihom glazbom" dok je Daily mail napisao da su stotine fanova odlazile prije kraja koncerta. The Portugal News je također spomenuo "Madonnine probleme s glasom kroz koncert".
also reported that "Madonna showed some vocal difficulties throughout the show." Međutim, "The Telegraph" je koncert ocijenio 4/5 i rekao: "Pravi vrhunac koncerta je bio Like a Virgin u striptiz verziji [...] Madonna je sama sebi dokazala da se može nositi s njezinim mladim pretendenticama." "The Daily Mail" je napisao: "Kraljica popa je opet napravila dobar show." "Mumbai Buzz" kaže: "Mračno, nestvarno i pulsirajuće zajedno s Madonninom nevjerojatnom energijom čine ovaj show neshavtljivih razmjera." Digital Spy: "Madonna zna napraviti show." Spitsnieuws kaže: "Ostale mlade pjevačice se mogu sramiti."

## Kontroverze
Koncerti su izazvali mnoštvo komentara i kontroverzi, od svastike na licu Marine Le Pen za vrijeme "Nobody Knows Me" interudija pa sve do korištenja vatrenog oružja tijekom prvog brutalnog segemnta koncerta. Madonna je zaradila nekoliko prijetnji tužbom zbog promicanja LGBT prava u Rusiji i podrške sastavu Pussy Riot. Nakon prvog koncerta u Tel Avivu, Pen je zaprijetila Madonni tužbom ako ne makne nacistički simbol s njezinog lica tijekom trećeg interludija. Dok je izvodila "Human Nature" u Istanbulu, Madonna je pokazala svoju dojku. Taj postupak su većinom kritizirali, dok su neki to shvatili kao dio femnizma i osnaživanja.
Na koncertu u Edinburghu madonnu su tražili da izbaci korištenje vatrenog oružja zbog pucnjave u kinu koja se dogodila dan prije u američkoj saveznoj državi Colorado za vrijeme projekcije Vitez tame: Povratak u kojoj je smrtno stradalo 12 osoba, a 58 je ranjeno. Iako su joj prijetili, škotska policija nije prekinula koncert. Madonnin tim je odgovorio: "Madonna bi radije otkazala koncert nego ga cenzurirala. Cijelu svoju karijeru se bori protiv ljudi koji joj govore što smije a što ne smije raditi. Tako da ih ne misli sad početi slušati." Koncert u pariškoj L'Olympia je ocjenjen negativnim komentarima fanova i kritičara, te su se većinom osvrtali na činjenicu kako je koncert trajao svega 45 minuta, iako su karte prodavane po istoj cijeni kao i ostali koncerti na MDNA Tour, te da fanovi nisu bili obavješteni o kakvom formatu koncerta se radi. Odgovrajući na kritike, Madonnin tim je rekao kako Madonnini nastupi u klubovima "nisu nikada bili duži od 45 minuta", te da je koncert "zamišljen kao zahvala Francuskoj što je napomenula na početku", te da produkcija koncerta iznosi oko 1 milijun $ i da je uložen "ogroman napor" da cijene ne bi bile skuplje od 100$. Madonnin koncert u Varšavi je kritiziran od strane lokalnih religijskih konzervativaca koji su tražili otkazivanje koncerta jer su tvrdili kako je pjevačica veliki protivnik crkve, oskvrće religijsku ikonografiju, promiče homoseksulanost, transseksualnost i transvertizam i općenito ima nenormalno i uvredljivo ponašanje. Organizatori su prije samog koncerta pustili film o Varšavskom ustanku, a ispred stadiona nije bilo najavljenog prosvjeda.
Madonnini koncerti u Moskvi i Saint Petersburgu su izazvali mnogo komentara. Nakon što su Madonnu upitali za njezin stav oko uhićenja feminističke punk-rock grupe Pussy Riot, Madonna je odgovorila: "Ja sam protiv cenzure, i cijelu svoju karijeru promoviram slobodu izražavanja i slobodu govora pa tako mislim da ovo što se događa njima nije pravedno. Nadam se da neće biti osuđene na 7 godina zatvora, to bi bila tragedija. Mislim da umjetnost treba biti politična, te da umjetnost, gledajući povijesno, uvijek odražava što se događa u društvu. Tako je za mene teško razdvojiti umjetnost od politike." Tijekom koncerta u Moskvi, Madonna je održala govor i dala svoju podršku grupi te rekla: "Moji snovi i molitve su da svi na ovom svijetu imaju pravo izraziti svoje mišljenje i dalje biti smatrani ljudskim bićima. Znam da svaka priča ima više strana, i bez ikakvog nepoštovanja prema Crkvi, ili vladi mislim da su ove tri cure - Nadezhda, Yekaterina, i Maria - učinile nešto stvarno hrabro. Mislim da su platile cijenu za ovaj čin. I molim se za njihovu slabodu." Odgovori su bili širom pozitivni. Mnogi mediji su hvalili Madonnine napore, te su joj se i mnogi drugi umjetnici pridružili i dali podršku sastavu, među njima Yoko Ono, Paul McCartney i Peter Gabriel. Predsjednik vlade Dmitry Rogozin je na Twitteru napisao komentar o Madonninom istupu: "S godinama, svaka bivša kurva pokušava davati moralne lekcije svima. Posebno za vrijeme svjetskih turneja i koncerata." Madonnin drugi koncert u Rusiji, onaj u Saint Petersburgu, je obilježen terorističkim prijetnjama, što je natjeralo američku ambasadu da izda upozorenje za taj koncert. Madonnina glasnogovrnica Liz Rosenberg je odgovorila kako će se koncert ipak održati i kako će ruske vlasti omogućiti sigurnost. Nakon prijetnji tužbom ako bude promicala gay prava i ako bude pričala o novom anti-gay zakonu kojim se "zabranjuje javno okupljanje u svrhu promocije sodome, lezbijstva, biseksualnosti i transrodnosti među maloljetnicima", Madonna je odgovorila kako je ona borac za prava i da će uvijek braniti LGBT prava. Prije koncerta Madonna je izdala ružičaste narukvice u svrhu potpore LGBT zajednici. Stotine su na koncert donijele zastave s duginim bojama i mahale njima.
Iako je njezin govor bio hvaljen kroz medije, 17. kolovoza je najavljeno kako će ruska anti-gay organizacija tužiti Madonnu za 10.4 milijuna $ zbog promicanja homoseksualnosti čemu se protivi zakon te za povredu njihovih osjećaja kada je pričala o gay-pravima. Prema riječima jednog od 10 aktivista koji su podnijeli tužbu "Madonna je bila upozorena kako se treba ponašati u skladu sa zakonom i ona je to ignorirala. Dakle, mi ćemo govoriti jezikom novca... možda netko ne vidi poveznicu nakon Madonninog koncerta, ali možda je neki dečko postao gay, cura lezbijka, manje je djece rođeno zbog toga - po mom mišljenju to uzrokuje patnju morala."
Na koncertu u Nici, Madonna je uklonila svastiku iz videa "Nobody Knows Me" i zamijenila je upitnikom zbog negodovanje podržavatelja Marine Le Pen. Gael Nofri, pobornik Marine Le Pen iz Nice, je pozdravio ovu izmjenu i rekao: "Koliko ja znam Madonna nikada nije promijenila video. Ovo je samo dokaz da smo bili u pravu. To je odlična vijest."
Madonna se susrela s kontroverzama i na sjevernoameričkom dijelu turneje. U Washington D.C. je rekla posjetiteljima koncerta da glasaju za predsjednika Baracka Obamu te je za njega rekla da je "crni musliman" što je izazvalo buru rekacija jer se Obama izjasnio kao Kršćanin te je već obašnjavao svoju vjersku pripadnost. Madonna je kasnije objašnjavala svoju izjavu time što je pokušala biti ironična te je rekla: "Da, znam da Obama nije Musliman - iako mnogo ljudi u ovoj zemlji upravo to i misli. Ali što i da je? Samo sam htjela reći da je dobar čovjek uvijek dobar čovjek, bez obzira kome s emoli. Nije me briga za Obaminu religiju - niti treba biti briga cijelu Ameriku." Svoj koncert u Los Angelesu je posvetila Malali, četrnaestogodišnjoj pakistanskoj djevojčici koju su ustrijelili talibani jer se zalagala za pravo na obrazovanje. Madonna je na koncertu rejka: "To me rasplakalo. 14-estogodišnja pakistanska djevojčica je ustrijeljena jer je pisala blog... na kojem je pisala koliko joj je bitno obrazovanje. Talibani su zaustavili autobus i ustrijelili je... Razumijete li poremećenost i apsurdnost ovoga?" Zatim je povikala: "Podržite obrazovanje! Podržite ljude koji podržavaju žene!" Zatim je otkrila svoja leđa na kojima je bilo istetovirano Malalino ime. U Charlotteu, Sjevernoj Karolini, nekolicina prosvjednika je izvikivala "Madonna će gorjeti u paklu zbog toga što radi. Odlazite. Nije još kasno. Poderite karte i napustite koncert." Prosvjednike je kasnije uhitila policija, dok su okupljeni ljudi u redu za koncert pljeskali.
Na turneji su se pojavile i optužbe kako Madonna omalovažava svoje fanove. U ponedjeljak 19. studenog 2012. Madonna se nije popela na piozornicu do 23:23, iako je koncert zakazan za 20:00. Pola sata prije nego što je počeo koncert, gomila je počela zviždatii vikati "sranje". Mnogo ljudi je napustilo koncert ili prije samog početka ili za vrijeme nastupa, tako da je ostalo mnogo praznih mjesta do kraja koncerta. Madonna se za vrijeme koncerta požalila na publiku da nisu dovoljno entuzijastični, te je jednog obožavatelja čak nazvala "pičkicom" jer je sjedio za vrijeme koncerta. Američki bloger Perez Hilton je napisao na Twitter: "Gomila u Miamiju je izviždala Madonnu zbog epskog kašnjenja, napuštajući koncert i tražeći naknadu. Volim Kraljicu, ali ovo je stvarno KASNO KASNO." Oba koncerta iz Miamija su snimana na službeni DVD. Kasnije se saznalo da su tehničke poteškoće bile uzrok ovolikom kašnjenju koncerta. Koncert u Čileu je započeo nakon 23h, a izbačen je cijeli prvi dio koncerta zbog tehničkih problema. To je uznemirilo obožavatelje, te je Madonna primila većinom negativne komentare čileanskih medija. Isti dan na probi, Madonna je zaprijetila publici da će otkazati koncert ako nastave pušiti cigarete. Poluljutita je izjavila: "Ako ćete pušiti cigarete, ništa od koncerta. Ako vas nije briga za mene, nije ni mene briga za vas. Dok pušiš tu cigaretu, gledaš me kao da sam jebeni idiot." To je sve snimljeno kamerom i objavljeno na internetu. Za vrijeme zadnjeg koncerta u Cordobi, Argentini tijekom izvedbe "Open Your Heart" nestalo je struje zbog problema s električnim generatorima. Madonna i plesači su nastavili pričati s publikom i pjevati acapella verziju "Holiday", i tek je nakon 50 minuta koncert nastavljen kada je uklonjen kvar.

## Komercijalni uspjeh
Nakon puštanja karata u prodaju, mnogi koncerti su rasprodani u samo nekoliko minuta. U Sjedinjenim Državama je koncert na Yankee Stadiumu u New York Cityu s 60.000 ulaznica rasprodan u 20 minuta. Karte za koncert u Kansas Cityu su rasprodane za 12 minuta, dok su u Houstonu rasprodane za manje od jednog sata. U Kanadi je koncert u Bell Centru s 16.000 karata rasprodan u 20 minuta, zajedno s koncertom u Plains of Abraham gdje je 65.000 karata prodano u jedan sat. U Ottawi je 15.000 karata prodano za 21 minutu, što je postao najbrže rasprodani koncert u toj areni u 16-godišnjoj povijesti, prestigavši rekord koji su do tada držali SC/DC u 2009. Sve karte za prvi koncert u Amsterdamu su rasprodane za 30 minuta. Zakazivanje Madonninog koncerta u Abu Dhabiu je natjeralo fanove da stoje u redu pred trgovinom kako bi kupili karte i to 24 sata prije nego što su karet puštene u prodaju. 22.000 karata je rasporadno u rekordnom roku od sat vremena, što je natjeralo organizatore za zakazivanje drugog koncerta. U Turskoj je 50.000 karata za koncert u Istanbulu prodano za četiri dana. U Kolumbiji je 38.000 karata za koncert u Medellinu prodano za vrijeme pretprodaje, te je time ostalo samo 2.000 karata za javnu prodaju, te su se i one rasprodale za tri sata. Također je prodano više od 100.000 karata u dva dana za tri koncerta u Brazilu.
Suočavajući se s optužbama da je turneja podbacila, Arthur Fogel, predsjednik Live Nation Global Touringa dao je priopćenje 19. travnja 2012. kako će turneja postati jedna od Top 10 turneja u povijesti. Rekao je da je već prodano više od 1.4 milijuna karata što je donijelo zaradu od oko 214 milijuna $, te da je ti u prosjeku 2.7 milijuna $ po koncertu. Do drugog tjedna svibnja 2012., Madonna je sveukupni prodala 653.000 karata za Sjevernu Ameriku, te je time ostalo slobodno samo 30.000 mjesta za 36 koncerata u Sjedinjenim Državama.

## Snimanje i emitiranje
Madonna je 17. studenoga na svojoj službenoj Facebook stranici objavila kako će se 19. i 20. studenoga u Miamiu u American Airlines Areni snimati koncert za službeni DVD turneje. Za koncerte u Miamiju, Madonna je surađivala s Vyclone.com za MDNA Film Project. Publika je trebala snimati svojim mobitelima njezinu izvedbu "Give Me All Your Luvin'" te je staviti na web starnicu Vyclonea koristeći njihovu aplikaciju. Zauzvrat bi dobili snimku pjesme iz različitih kutova. Izvorno je planirano snimanje koncerta u Kolumbiji za službeni DVD, ali od toga se moralo odustati zbog redateljevog rasporeda. Službeni DVD turneje je najavljen za objavljivanje u ožujku 2013.
Madonnin koncert u pariškoj Olympia 26. srpnja 2012. je prenošen uživo preko YouTubea. Tony L, redatelj online kanala, je komentirao kako su "ushićeni što su domaćini prijenosa jedne od najvećih i najlegendarnijih svjetskih zvijezda u tako jedinstvenim i intimnim okolnostima koje će dovesti našu publiku što bliže Madonni." Koncert se sastojao od devet pjesama, službeni popis izvođenja od "Turn Up the Radio" do "Human Nature" s dvije nove pjesme "Beautiful Killer" s elementima "Die Another Day", i "Je t'aime... moi non plus", obradu hita Sergea Gainsbourga i Jane Birkin. Redateljska verzija koncerta je od 6. kolovoza vila dostupna na LoveLive YouTube stranici.
Rečeno je kako će i Conan O'Brien u svom talk showu napraviti dokumentarac o prvom koncertu u Tel Avivu, uključujući i razgovore iza pozornice s četiri izvođača. Međutim, u emisiji su pušteni samo snimke komičara Billya Eichnera kako ispituje ljude u New York Cityu i Tel Avivu o uzbuđenju pred Madonnin koncert. prikazani su i dijelovi uvodnog dijela koncerta, "Girl Gone Wild", "Express Yourself", "Give Me All Your Luvin'" i "Turn Up the Radio".

## Predgrupe
- Martin Solveig (Europa, Sjeverna Amerika)[73]
- Paul Oakenfold (Medellin, Europa, Sjeverna Amerika)[74][75]
- Alesso (Europa)[76]
- Nero (Sjeverna Amerika)[77]
- Will.I.Am (Pariz)[78]
- Offer Nissim (Tel Aviv, Istanbul)[73]
- Benny Benassi (Abu Dhabi, Washington, DC)[79]
- LMFAO (London, Nice)[73][80]
- DJ Kirill Doomski (Kijev)[81]
- Felguk (Rio de Janeiro)
- Gui Boratto (São Paulo)
- DJ Fabrício Peçanha (Porto Alegre)[78]
- Sebastian Ingrosso (Kijev)[82]
- Carl Louis & Martin Danielle (Fornebu)[83]
- Laidback Luke (Philadelphia, Buenos Aires, Santiago, Córdoba)[84]
- Avicii (New York—rujan 2012.)[85]
- DJ Misha Skye (Denver, Phoenix)

## Popis pjesama
1. "Act of Contrition" (s elementima "Psalm 91" i "Birjina gaztetto bat zegoen")
2. "Girl Gone Wild" (s elementima "Material Girl" i "Give It 2 Me")
3. "Revolver"
4. "Gang Bang"
5. "Papa Don't Preach"
6. "Hung Up" (s elementima "Live to Tell", "Girl Gone Wild" i "Sorry")
7. "I Don't Give A"
8. "Best Friend" (interludij) (s elementima "Heartbeat")
9. "Express Yourself" (s elementima "Born This Way" i "She's Not Me")
10. "Give Me All Your Luvin'"
11. "Turn Up the Radio"
12. "Open Your Heart" (s elementima "Sagarra Jo" zajedno s Kalakan)
13. "Holiday"[A]
14. "Masterpiece"
15. "Justify My Love" (interludij)
16. "Vogue"
17. "Candy Shop" (s elementima "Erotica")
18. "Human Nature"
19. "Like a Virgin" (s elementima "Evgeni’s Waltz" Abela Korzeniowskia)
20. "Love Spent"[B]
21. "Nobody Knows Me" (interludij)
22. "I'm Addicted"
23. "I'm A Sinner" (s elementima "Cyber-Raga" i "De Treville-n azken hitzak" zajedno s Kalakan)
24. "Like a Prayer"
25. "Celebration" (Benny Benassi Remix) (s ulomcima "Give It 2 Me"[C] i "Girl Gone Wild")

### Napomene
- [A] ^  "Holiday" je uvršten na popis izvođenih pjesama 8. rujna na drugom koncertu u New York Cityju, ali samo na određenim koncertima
- [B] ^  "Love Spent" je uvršten na popis izvođenih pjesama 20. rujna na drugom koncertu u Chicagu
- [C]^  Ulomci "Give It 2 Me" su naknadno dodani pjesmi 30. listopada 2012.
- Tijekom prvog koncerta u San Joseu, Madonna je pjevala "Everybody" jer je taj dan bila trideseta obljetnica izdavanja tog singla
- Tijekom drugog koncerta u St. Paulu, Madonna je izrecitirala nekoliko stihova iz "American Life" nakon izvedbe "Human Nature"
- Na drugom koncertu u Madison Square Gardenu u New Yorku Madonna nije pjevala "Masterpiece". Umjesto nje je izvela "Give It 2 Me" zajedno s "Gangnam Style", a nakon toga "Music". Za obje pjesme joj se na pozorici pridružio PSY.
- Na drugom koncertu u Mexico Cityu, prvom u Medellinu, te u Santiagu Madonna je izvela "Spanish Lesson"
- Tijekom izvedbi u Sao Paulu, Porto Alegru, Santiagu i drugom koncertu u Medellinu, Madonna nije izvela "Like a Virgin" i "Love Spent"
- Tijekom izvedbi u Buenos Airesu, Madonna je otpjevala "Don't Cry for Me Argentina" umjesto "Like a Virgin"
- U Santiagu nije izveden cijeli prvi segment koncerta zbog tehničkih poteškoća, pa je koncert započeo s "Express Yourself"
- Tijekom koncerta u Cordobi, Madonna nije pjevala "Masterpiece" i "Justify My Love" zbog nestanka struje

## Datumi koncerata
| Datum                 | Grad             | Država                     | Mjesto                         |
| --------------------- | ---------------- | -------------------------- | ------------------------------ |
| Azija                 |                  |                            |                                |
| 31. svibnja 2012.     | Tel Aviv         | Izrael                     | Ramat Gan Stadium              |
| 3. lipnja 2012.       | Abu Dhabi        | Ujedinjeni Arapski Emirati | Yas Arena                      |
| 4. lipnja 2012.       | Abu Dhabi        | Ujedinjeni Arapski Emirati | Yas Arena                      |
| 7. lipnja 2012.       | Istanbul         | Turska                     | Turk Telecom Arena             |
| Europa                |                  |                            |                                |
| 12. lipnja 2012.      | Rim              | Italija                    | Stadio Olimpico                |
| 14. lipnja 2012.      | Milano           | Italija                    | Stadio San Siro                |
| 16. lipnja 2012.      | Firenca          | Italija                    | Stadio Franchi                 |
| 20. lipnja 2012.      | Barcelona        | Španjolska                 | Palau Sant Jordi               |
| 21. lipnja 2012.      | Barcelona        | Španjolska                 | Palau Sant Jordi               |
| 24. lipnja 2012.      | Coimbra          | Portugal                   | Estadio Cidade de Coimbra      |
| 28. lipnja 2012.      | Berlin           | Njemačka                   | O2 Arena                       |
| 30. lipnja 2012.      | Berlin           | Njemačka                   | O2 Arena                       |
| 2. srpnja 2012.       | Kopenhagen       | Danska                     | Parken Stadium                 |
| 4. srpnja 2012.       | Göteborg         | Švedska                    | Ullevi Stadium                 |
| 7. srpnja 2012.       | Amsterdam        | Nizozemska                 | Ziggo Dome                     |
| 8. srpnja 2012.       | Amsterdam        | Nizozemska                 | Ziggo Dome                     |
| 10. srpnja 2012.      | Köln             | Njemačka                   | Lanxess Arena                  |
| 12. srpnja 2012.      | Bruxelles        | Belgija                    | Stade Roi-Baudouin             |
| 14. srpnja 2012.      | Pariz            | Francuska                  | Stade de France                |
| 17. srpnja 2012.      | London           | Ujedinjeno Kraljevstvo     | Hyde Park                      |
| 19. srpnja 2012.      | Birmingham       | Ujedinjeno Kraljevstvo     | National Indoor Arena          |
| 21. srpnja 2012.      | Edinburgh        | Ujedinjeno Kraljevstvo     | Murrayfield Stadium            |
| 24. srpnja 2012.      | Dublin           | Irska                      | Aviva Stadium                  |
| 26. srpnja 2012.[A]   | Pariz            | Francuska                  | Olympia                        |
| 29. srpnja 2012.      | Beč              | Austrija                   | Ernst-Happel-Stadion           |
| 1. kolovoza 2012.     | Varšava          | Poljska                    | National Stadium               |
| 4. kolovoza 2012.     | Kijev            | Ukrajina                   | Olimpiysky Stadium             |
| 7. kolovoza 2012.     | Moskva           | Rusija                     | Olimpiski Arena                |
| 9. kolovoza 2012.     | Sankt-Peterburg  | Rusija                     | SKK Olimpiyski Arena           |
| 12. kolovoza 2012.    | Helsinki         | Finska                     | Olympic Stadium                |
| 15. kolovoza 2012.    | Oslo             | Norveška                   | Telenor Arena                  |
| 18. kolovoza 2012.    | Zurich           | Švicarska                  | Stadion Letzigrund             |
| 21. kolovoza 2012.    | Nice             | Francuska                  | Stade Charles-Ehrmann          |
| Sjeverna Amerika      |                  |                            |                                |
| 28. kolovoza 2012.    | Philadelphia     | SAD                        | Wells Fargo Center             |
| 30. kolovoza 2012.    | Montreal         | Kanada                     | Bell Center                    |
| 1. rujna 2012.        | Quebec           | Kanada                     | Plains of Abraham              |
| 4. rujna 2012.        | Boston           | SAD                        | TD Garden                      |
| 6. rujna 2012.        | New York City    | SAD                        | Yankee Stadium                 |
| 8. rujna 2012.        | New York City    | SAD                        | Yankee Stadium                 |
| 10. rujna 2012.       | Ottawa           | Kanada                     | Scotiabank Place               |
| 12. rujna 2012.       | Toronto          | Kanada                     | Air Canada Centre              |
| 13. rujna 2012.       | Toronto          | Kanada                     | Air Canada Centre              |
| 15. rujna 2012.       | Atlantic City    | SAD                        | Boardwalk Hall                 |
| 19. rujna 2012.       | Chicago          | SAD                        | United Center                  |
| 20. rujna 2012.       | Chicago          | SAD                        | United Center                  |
| 23. rujna 2012.       | Washington, D.C. | SAD                        | Verizon Center                 |
| 24. rujna 2012.       | Washington, D.C. | SAD                        | Verizon Center                 |
| 29. rujna 2012.       | Vancouver        | Kanada                     | Rogers Arena                   |
| 30. rujna 2012.       | Vancouver        | Kanada                     | Rogers Arena                   |
| 2. listopada 2012.[B] | Seattle          | SAD                        | KeyArena                       |
| 3. listopada 2012.    | Seattle          | SAD                        | KeyArena                       |
| 6. listopada 2012.    | San Jose         | SAD                        | HP Pavilion                    |
| 7. listopada 2012.    | San Jose         | SAD                        | HP Pavilion                    |
| 10. listopada 2012.   | Los Angeles      | SAD                        | Staples Center                 |
| 11. listopada 2012.   | Los Angeles      | SAD                        | Staples Center                 |
| 13. listopada 2012.   | Las Vegas        | SAD                        | MGM Grand Garden Arena         |
| 14. listopada 2012.   | Las Vegas        | SAD                        | MGM Grand Garden Arena         |
| 16. listopada 2012.   | Phoenix          | SAD                        | US Airways Center              |
| 18. listopada 2012.   | Denver           | SAD                        | Pepsi Center                   |
| 21. listopada 2012.   | Dallas           | SAD                        | American Airlines Center       |
| 24. listopada 2012.   | Houston          | SAD                        | Toyota Center                  |
| 25. listopada 2012.   | Houston          | SAD                        | Toyota Center                  |
| 27. listopada 2012.   | New Orleans      | SAD                        | New Orleans Arena              |
| 30. listopada 2012.   | Kansas City      | SAD                        | Sprint Center                  |
| 1. studenog 2012.[C]  | St. Louis        | SAD                        | Scottrade Center               |
| 3. studenog 2012.     | St. Paul         | SAD                        | Xcel Energy Center             |
| 4. studenog 2012.     | St. Paul         | SAD                        | Xcel Energy Center             |
| 6. studenog 2012.     | Pittsburgh       | SAD                        | Consol Energy Center           |
| 8. studenog 2012.     | Detroit          | SAD                        | Joe Louis Arena                |
| 10. studenog 2012.    | Cleveland        | SAD                        | Quicken Loans Arena            |
| 12. studenog 2012.    | New York City    | SAD                        | Madison Square Garden          |
| 13. studenog 2012.    | New York City    | SAD                        | Madison Square Garden          |
| 15. studenog 2012.    | Charlotte        | SAD                        | Time Warner Cable Arena        |
| 17. studenog 2012.    | Atlanta          | SAD                        | Philips Arena                  |
| 19. studenog 2012.    | Miami            | SAD                        | American Airlines Arena        |
| 20. studenog 2012.    | Miami            | SAD                        | American Airlines Arena        |
| 24. studenog 2012.    | Mexico City      | Meksiko                    | Foro Sol                       |
| 25. studenog 2012.    | Mexico City      | Meksiko                    | Foro Sol                       |
| Južna Amerika         |                  |                            |                                |
| 28. studenog 2012.[D] | Medellin         | Kolumbija                  | Estadio Atanasio Girardot      |
| 29. studenog 2012.    | Medellin         | Kolumbija                  | Estadio Atanasio Girardot      |
| 2. prosinca 2012.     | Rio de Janeiro   | Brazil                     | Parque Olímpico Cidade do Rock |
| 4. prosinca 2012.     | Sao Paulo        | Brazil                     | Morumbi Stadium                |
| 5. prosinca 2012.     | Sao Paulo        | Brazil                     | Morumbi Stadium                |
| 9. prosinca 2012.     | Porto Alegre     | Brazil                     | Estadio Olímpico               |
| 13. prosinca 2012.    | Buenos Aires     | Argentina                  | River Plate Stadium            |
| 15. prosinca 2012.    | Buenos Aires     | Argentina                  | River Plate Stadium            |
| 19. prosinca 2012.[E] | Santiago         | Čile                       | Estadio Nacional               |
| 22. prosinca 2012.[F] | Córdoba          | Argentina                  | Estadio Mario Alberto Kempes   |

Dodatne napomene
- A ^  Tijekom nastupa u pariškoj Olympiji, Madonna je izvela samo devet pjesma, uključujući dvije nove: "Beautiful Killer" i "Je T'aime...moi non plus"[89]
- B ^  Za vrijeme nastupa Martina Solveiga u Seattleu i Houstonu na pozornici se pojavio Madonnin sin David
- C ^  Tijekom izvedbe "I'm a Sinner" u St. Louisu, Madonna je zaustavila koncert zbog problema sa zvukom. Nakon nekoliko minuta su otklonjene smetnje, koncert je nastavljen, a Madonna se zahvalila publici na strpljenju
- D ^  Tijekom prvog nastupa u Medellinu, Madonnu je slučajno ozlijedio plesač tijekom izvedbe "Gang Bang", a koncert je nastavila s posjekotinom nad okom
- E ^  U Santiagu je cijeli prvi segemnt koncerta izbačen zbog tehničkih poteškoća uzrokovanih obilnom kišom, pa je koncert započeo s "Express Yourself"
- F ^  Za vrijeme izvedbe "Open Your Heart" u Cordobi nestalo je struje, pa Madonna nije do kraja otpjevala pjesmu. Koncert je nastavljan s "Vogue"

Otkazani i premješteni koncerti
| 29. svibnja 2012.   | Tel Aviv, Izrael | Ramat Gan Stadium              | premješten na 31. svibnja 2012.  |
| 11. lipnja 2012.    | Zagreb, Hrvatska | Stadion Maksimir               | otkazan zbog logističkih razloga |
| 20. listopada 2012. | Dallas, Texas    | American Airlines Center       | otkazan zbog laringitisa         |
| 1. prosinca 2012.   | Rio de Janeiro   | Parque Olímpico Cidade do Rock | premješten na 2. prosinca 2012.  |

## Prihodi s turneje
| Mjesto                       | Grad            | Prodano karata               | Prihod       |
| ---------------------------- | --------------- | ---------------------------- | ------------ |
| Ramat Gan Stadium            | Tel Aviv        | 33,457 / 33,457 (100%)       | $4,339,876   |
| Du Arena                     | Abu Dhabi       | 45,722 / 45,722 (100%)       | $8,053,500   |
| Turk Telekom Arena           | Istanbul        | 47,789 / 47,789 (100%)       | $6,219,598   |
| Stadio Olimpico              | Rim             | 36,658 / 36,658 (100%)       | $2,835,542   |
| Stadio San Siro              | Milano          | 53,244 / 53,244 (100%)       | $5,624,570   |
| Stadio Artemio Franchi       | Firenca         | 42,434 / 42,434 (100%)       | $4,252,680   |
| Palau Sant Jordi             | Barcelona       | 33,178 / 33,178 (100%)       | $3,893,274   |
| Estadio Cidade de Coimbra    | Coimbra         | 33,597 / 33,597 (100%)       | $3,156,022   |
| O2 World Berlin              | Berlin          | 25,481 / 25,481 (100%)       | $3,679,378   |
| Parken Stadion               | Kopenhagen      | 29,416 / 29,416 (100%)       | $2,980,465   |
| Ullevi Stadion               | Göteborg        | 36,472 / 36,472 (100%)       | $4,510,807   |
| Ziggo Dome                   | Amsterdam       | 29,172 / 29,172 (100%)       | $3,777,245   |
| Lanxess Arena                | Koln            | 14,489 / 14,489 (100%)       | $1,775,841   |
| Stade Roi Baudouin           | Bruxelles       | 36,778 / 36,778 (100%)       | $3,676,447   |
| Stade De France              | Pariz           | 62,195 / 62,195 (100%)       | $7,195,799   |
| Hyde Park                    | London          | 54,140 / 54,140 (100%)       | $6,714,027   |
| National Indoor Arena        | Birmingham      | 11,684 / 11,684 (100%)       | $1,998,196   |
| Murrayfield Stadium          | Edinburgh       | 52,160 / 52,160 (100%)       | $4,974,731   |
| Aviva Stadium                | Dublin          | 33,953 / 33,953 (100%)       | $3,175,497   |
| L'Olympia                    | Pariz           | 2,576 / 2,576 (100%)         | $346,653     |
| Ernst Happel Stadion         | Beč             | 33,250 / 33,250 (100%)       | $1,953,791   |
| Stadion Narodowy             | Varšava         | 38,699 / 38,699 (100%)       | $2,933,410   |
| NSC Olimpyiskiy              | Kijev           | 31,022 / 31,022 (100%)       | $4,893,317   |
| Olimpyiskiy                  | Moskva          | 19,842 / 19,842 (100%)       | $4,074,400   |
| SKK Arena                    | Sankt-Peterburg | 19,079 / 19,079 (100%)       | $2,683,569   |
| Olympiastadion               | Helsinki        | 42,760 / 42,760 (100%)       | $5,589,900   |
| Telenor Arena                | Oslo            | 18,631 / 18,631 (100%)       | $3,017,871   |
| Stadion Letzigrund           | Zurich          | 37,792 / 37,792 (100%)       | $4,989,192   |
| Stade Charles-Ehrmann        | Nica            | 29,670 / 29,670 (100%)       | $2,386,311   |
| Wells Fargo Center           | Philadelphia    | 15,741 / 15,741 (100%)       | $2,651,855   |
| Bell Centre                  | Montreal        | 16,918 / 16,918 (100%)       | $3,457,482   |
| Plains of Abraham            | Quebec          | 70,569 / 70,569(100%)        | $8,098,292   |
| TD Banknorth Garden          | Boston          | 13,995 / 13,995 (100%)       | $2,450,720   |
| Yankee Stadium               | New York        | 79,775 / 79,775 (100%)       | $12,599,540  |
| Scotiabank Place             | Ottawa          | 14,422 / 14,422(100%)        | $2,371,994   |
| Air Canada Centre            | Toronto         | 32,557 / 32,557 (100%)       | $7,458,188   |
| Boardwalk Hall               | Atlantic City   | 12,207 / 12,207 (100%)       | $2,891,340   |
| United Center                | Chicago         | 28,143 / 28,143 (100%)       | $5,102,880   |
| Verizon Center               | Washington DC   | 27,944 / 27,944 (100%)       | $4,860,428   |
| Rogers Arena                 | Vancouver       | 28,500 / 28,500 (100%)       | $4,758,994   |
| KeyArena                     | Seattle         | 23,651 / 23,651 (100%)       | $3,723,405   |
| HP Pavilion at San Jose      | San Jose        | 25,907 / 25,907 (100%)       | $4,791,285   |
| Staples Center               | Los Angeles     | 29,015 / 29,015 (100%)       | $6,162,835   |
| MGM Grand Garden Arena       | Las Vegas       | 24,991 / 24,991 (100%)       | $7,188,879   |
| US Airways Center            | Phoenix         | 13,239 / 13,239 (100%)       | $2,389,060   |
| Pepsi Center                 | Denver          | 13,280 / 13,280 (100%)       | $2,135,835   |
| American Airlines Center     | Dallas          | 14,360 / 14,360 (100%)       | $2,329,690   |
| Toyota Center                | Houston         | 24,797 / 24,797 (100%)       | $4,390,355   |
| New Orleans Arena            | New Orleans     | 14,498 / 14,498 (100%)       | $2,261,515   |
| Sprint Center                | Kansas City     | 14,108 / 14,108 (100%)       | $2,366,220   |
| Scottrade Center             | St. Louis       | 16,022 / 16,022 (100%)       | $2,449,110   |
| Xcel Energy Center           | Saint Paul      | 26,084 / 26,084 (100%)       | $4,229,005   |
| Consol Energy Center         | Pittsburgh      | 14,120 / 14,120 (100%)       | $2,358,670   |
| Joe Louis Arena              | Detroit         | 13,716 / 13,716 (100%)       | $1,833,154   |
| Quicken Loans Arena          | Cleveland       | 16,487 / 16,487 (100%)       | $2,546,780   |
| Madison Square Garden        | New York City   | 24,790 / 24,790 (100%)       | $4,846,665   |
| Time Warner Cable Arena      | Charlotte       | 13,817 / 13,817 (100%)       | $2,208,180   |
| Philips Arena                | Atlanta         | 13,504 / 13,504 (100%)       | $2,379,792   |
| American Airlines Arena      | Miami           | 27,976 / 27,976 (100%)       | $5,241,125   |
| Foro Sol                     | Mexico City     | 84,382 / 84,382 (100%)       | $11,586,745  |
| Estadio Atanasio Girardot    | Medellín        | 90,018 / 90,018 (100%)       | $14,741,104  |
| Parque dos Atletas           | Rio de Janeiro  | 34,709 / 34,709 (100%)       | $4,332,428   |
| Estádio do Morumbi           | São Paulo       | 85,255 / 85,255 (100%)       | $8,430,677   |
| Estádio Olimpico Monumental  | Porto Alegre    | 42,524 / 42,524 (100%)       | $7,578,191   |
| River Plate Stadium          | Buenos Aires    | 89,226 / 89,226 (100%)       | $10,820,041  |
| Estadio Nacional             | Santiago        | 47,625 / 47,625 (100%)       | $3,867,601   |
| Estadio Mario Alberto Kempes | Córdoba         | 48,133 / 48,133 (100%)       | $5,566,393   |
| UKUPNO                       | UKUPNO          | 2,212,345 / 2,212,345 (100%) | $305,158,363 |

## Ljudstvo
- Madonna - vokal, gitara
- Kevin Antunes - glazbeni direktor, programiranje, klavijature, bas
- Kiley Dean - prateći vokal
- Brian Frasier-Moore - bubnjevi
- Kalakan - prateći vokali, udaraljke
- Ric’key Pageot - klavijature, klavir
- Jean-Paul Gaultier - kostimi
- Arianne Phillips - kostimi
- Monte Pittman - gitara
- Nicki Richards - prateći vokal
- Jason Yang - violina

Izvor:

## Vanjske poveznice
- Službena stranica  Arhivirana inačica izvorne stranice od 11. svibnja 2012. (Wayback Machine)